# Wohnhaus Deichstraße 14 (Osten)
Das Wohnhaus Deichstraße 14 auf dem Ostedeich in der niedersächsischen Samtgemeinde Land Hadeln, Gemeinde Osten, im Landkreis Cuxhaven, stammt vom Ende des 19. Jahrhunderts. Aktuell (2024) wird es als Wohnhaus und der Ortsheimatpflege Osten genutzt.
Das Gebäude steht unter Denkmalschutz (siehe auch Liste der Baudenkmale in  Osten (Oste)).

## Geschichte und Beschreibung
Zur denkmalgeschützten Gebäudegruppe zwischen Am Markt, Fährstraße, Kirchstraße und Deichstraße gehören ein Gasthaus (Am Markt Nr. 1), drei Wohnhäuser (Am Markt Nr. 2, Deichstraße Nr. 14 und Nr. 16), der Speicher (Fährstraße 8b) und der Treppenaufgang. In diesem Gebiet stehen denkmalgeschützt auch die Kirche St. Petri von 1747 und weitere Gebäude an der Deichstraße (6 bis 10) und Am Markt (3 und 5). Das Gebiet hat sich erst ab dem 14. Jahrhundert entwickelte als 1396 eine Vorgängerkirche entstand, nachdem eine Kirche auf dem Dubben durch eine Sturmflut zerstört worden war.

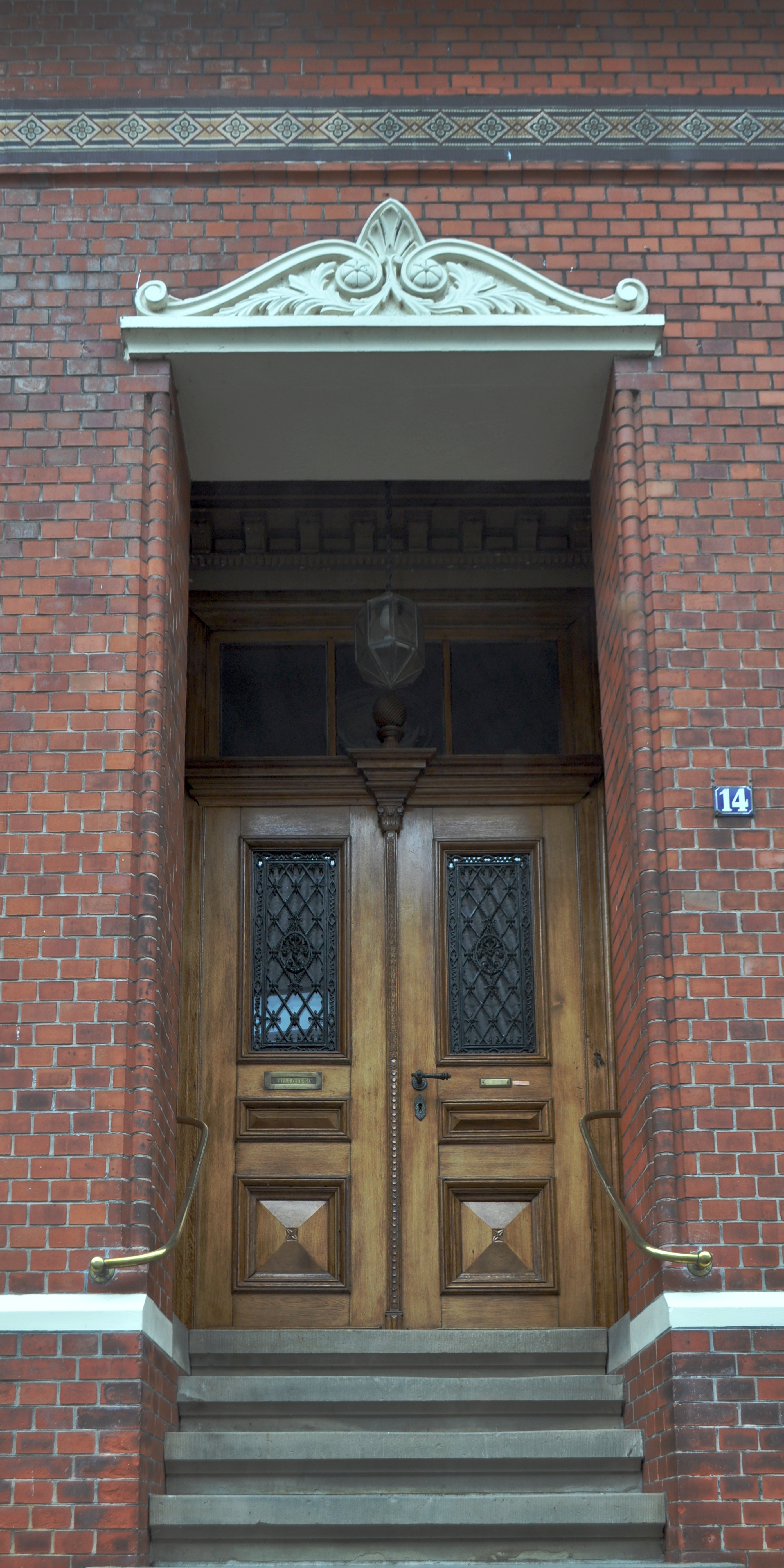
Eingang

Der eingeschossige traufständige verklinkerte Gebäude an der Oste mit ausgebautem Drempel und schiefergedecktem Krüppelwalmdach mit weiten Dachüberständen wurde 1893 (Inschrift) gebaut. An der Südwestseite ist das Haus als Souterraingeschoss ausgebildet. Ein durchgehender Querbau wurde auf der Ostseite angeordnet. Profilierte Windbretter sind am Hauptgebäude und am Querbau, dessen Nordgiebel ein aufwändig geschnitztes Freigespärre ziert. Der nordwestliche eingeschossige Anbau hat zwei Achsen. Die Fassaden sind mit Lisenen, Trauf- und Ortgangfriesen sowie Ziermosaik am Gurtgesims und Fensterverdachungen mit Putzornamenten verziert. Die Erschließung erfolgt über eine gemauerte sechsstufige nördliche Treppe.
Das Landesdenkmalamt befand u. a.: „… unmittelbar auf dem Ostedeich in einer Parzelle, die an das Ufer der Oste reicht …“